# Dyskografia Perry’ego Como
Dyskografia amerykańskiego piosenkarza Perry’ego Como (1912–2001) obejmuje 33 albumy studyjne (nie licząc ponownych wydań), 2 albumy koncertowe, 67 projektów kompilacyjnych oraz 150 singli.
Swój pierwszy album studyjny pod tytułem Perry Como Sings Merry Christmas Music Como wydał w roku 1946. Jego ostatni projekt studyjny został wydany w 1987 roku pod tytułem Today.
Przez całą swoją karierę muzyczną, która trwała ponad 50 lat, Perry nagrywał albumy tylko dla wytwórni RCA Victor. Tylko jego pierwsze nagrania z lat 30. były nagrywane dla wytwórni Decca Records.
Jego pierwsze albumy wydawane były w postaci płyt 78 obr./min (np. album A Sentimental Date with Perry z 1949 roku). Na początku lat 50. Como zaczął wydawać 10-calowe płyty długogrające (pierwszą z nich był album Hits from Broadway Shows wydany w 1953 roku). Od drugiej połowy lat 50. jego albumy wydawane były już w postaci 12-calowych płyt LP (pierwszą z nich był album So Smooth z 1955 roku).
Como miał tak wiele nagrań, które osiągnęły status złotej płyty, że odmówił certyfikacji wielu z nich. Według doniesień, przez dziesięciolecia sprzedał miliony płyt, w tym co najmniej piętnaście jego singli sprzedało się w ponad milionie egzemplarzy, lecz piosenkarz często ukrywał te liczby nie podając kompletnych statystyk do wiadomości publicznej.

## Single

### Początki kariery – nagrania zDecca Records
Wszystkie utwory nagrane z orkiestrą Teda Weemsa.
| Nagrania z Decca Records. \| Rok wydania \| Tytuł \| Numer katalogowy \| \| Lata 30. \| Lata 30. \| Lata 30. \| \| ----------- \| ----------------------------------------- \| ---------------------- \| \| 1936 \| „Fooled By the Moon” \| Decca 921B \| \| 1936 \| „Lazy Weather” (z Elmo Tannerem) \| Decca 822 A Decca 1006 \| \| 1936 \| „Rainbow on the River” \| Decca 969 B \| \| 1936 \| „You Can’t Pull the Wool Over My Eyes” \| Decca 820 B \| \| 1936 \| „Until Today” \| \| \| 1937 \| „Goodnight My Love” \| \| \| 1937 \| „Hallucinative” \| \| \| 1938 \| „A Gypsy Told Me” \| Decca 1695 A \| \| 1938 \| „Having a Lonely Time” (z Elmo Tannerem) \| Decca 4131 B \| \| 1938 \| „In My Little Red Book” (z Elmo Tannerem) \| Decca 1695 A \| \| 1938 \| „Robins and Roses” \| Decca 2041 \| \| 1939 \| „Class Will Tell” \| Decca 2365 A \| \| 1939 \| „Goody Goodbye” \| Decca 2794 A \| \| 1939 \| „I Wonder Who’s Kissing Her Now” \| Decca 2919 A \| \| 1939 \| „That Old Gang of Mine” \| Decca 2829 A \| \| Lata 40. \| \| \| \| 1941 \| „Angeline” \| Decca 4131 A \| \| 1941 \| „Deep In the Heart of Texas” \| Decca 4138 A \| \| 1941 \| „It All Comes Back to Me Now” \| Decca 3627 A \| \| 1941 \| „May I Never Love Again” \| Decca 3627 B \| \| 1941 \| „Ollie Ollie Outs in Free” \| Decca 4138 B \| \| 1941 \| „Rose of the Rockies” (z Elmo Tannerem) \| Decca 3628 B \| |                                           |                        |
| Rok wydania | Tytuł                                     | Numer katalogowy       |
| Lata 30. |                                           |                        |
| 1936 | „Fooled By the Moon”                      | Decca 921B             |
| 1936 | „Lazy Weather” (z Elmo Tannerem)          | Decca 822 A Decca 1006 |
| 1936 | „Rainbow on the River”                    | Decca 969 B            |
| 1936 | „You Can’t Pull the Wool Over My Eyes”    | Decca 820 B            |
| 1936 | „Until Today”                             |                        |
| 1937 | „Goodnight My Love”                       |                        |
| 1937 | „Hallucinative”                           |                        |
| 1938 | „A Gypsy Told Me”                         | Decca 1695 A           |
| 1938 | „Having a Lonely Time” (z Elmo Tannerem)  | Decca 4131 B           |
| 1938 | „In My Little Red Book” (z Elmo Tannerem) | Decca 1695 A           |
| 1938 | „Robins and Roses”                        | Decca 2041             |
| 1939 | „Class Will Tell”                         | Decca 2365 A           |
| 1939 | „Goody Goodbye”                           | Decca 2794 A           |
| 1939 | „I Wonder Who’s Kissing Her Now”          | Decca 2919 A           |
| 1939 | „That Old Gang of Mine”                   | Decca 2829 A           |
| Lata 40. |                                           |                        |
| 1941 | „Angeline”                                | Decca 4131 A           |
| 1941 | „Deep In the Heart of Texas”              | Decca 4138 A           |
| 1941 | „It All Comes Back to Me Now”             | Decca 3627 A           |
| 1941 | „May I Never Love Again”                  | Decca 3627 B           |
| 1941 | „Ollie Ollie Outs in Free”                | Decca 4138 B           |
| 1941 | „Rose of the Rockies” (z Elmo Tannerem)   | Decca 3628 B           |

### Nagrania zRCA Victor
| Rok wydania | Tytuł Album                                                      | Pozycje na listach | Pozycje na listach | Pozycje na listach | Pozycje na listach | Pozycje na listach | Uwagi |
| Rok wydania | Tytuł Album                                                      | GER                | AUT                | CHE                | UK                 | USA                | Uwagi |
| Lata 40.    | Lata 40.                                                         | Lata 40.           | Lata 40.           | Lata 40.           | Lata 40.           | Lata 40.           | Lata 40. |
| ----------- | ---------------------------------------------------------------- | ------------------ | ------------------ | ------------------ | ------------------ | ------------------ | --- |
| 1944        | „Long Ago (and Far Away)” –                                      | —                  | —                  | —                  | —                  | 8                  | |
| 1945        | „I Dream of You (More Than You Dream I Do)” –                    | —                  | —                  | —                  | —                  | 10                 | |
| 1945        | „If I Loved You” –                                               | —                  | —                  | —                  | —                  | 3                  | |
| 1945        | „Till the End of Time” –                                         | —                  | —                  | —                  | —                  | 1                  | |
| 1945        | „I’m Gonna Love That Gal (Like She’s Never Been Loved Before)” – | —                  | —                  | —                  | —                  | 7                  | |
| 1945        | „I Can’t Begin to Tell You” –                                    | —                  | —                  | —                  | —                  | 2                  | |
| 1945        | „Dig You Later (A Hubba-Hubba-Hubba)” –                          | —                  | —                  | —                  | —                  | 3                  | |
| 1946        | „I’m Always Chasing Rainbows” –                                  | —                  | —                  | —                  | —                  | 7                  | |
| 1946        | „Prisoner of Love” –                                             | —                  | —                  | —                  | —                  | 1                  | |
| 1946        | „They Say It’s Wonderful” –                                      | —                  | —                  | —                  | —                  | 4                  | |
| 1946        | „Surrender” –                                                    | —                  | —                  | —                  | —                  | 1                  | |
| 1946        | „Winter Wonderland” –                                            | —                  | —                  | —                  | —                  | 10                 | |
| 1947        | „Chi-Baba, Chi-Baba (My Bambino Go to Sleep)” –                  | —                  | —                  | —                  | —                  | 1                  | |
| 1947        | „When You Were Sweet Sixteen” –                                  | —                  | —                  | —                  | —                  | 2                  | |
| 1948        | „Because” –                                                      | —                  | —                  | —                  | —                  | 4                  | |
| 1948        | „Haunted Heart” –                                                | —                  | —                  | —                  | —                  | 23                 | |
| 1948        | „Rambling Rose” –                                                | —                  | —                  | —                  | —                  | 18                 | |
| 1949        | „Far Away Places” –                                              | —                  | —                  | —                  | —                  | 6                  | |
| 1949        | „N’yot N’yow (The Pussycat Song)” –                              | —                  | —                  | —                  | —                  | 21                 | |
| 1949        | „Blue Room” –                                                    | —                  | —                  | —                  | —                  | 18                 | |
| 1949        | „Forever And Ever” –                                             | —                  | —                  | —                  | —                  | 3                  | |
| 1949        | „"A" – You’re Adorable (The Alphabet Song)” –                    | —                  | —                  | —                  | —                  | 4                  | |
| 1949        | „Some Enchanted Evening” –                                       | —                  | —                  | —                  | —                  | 1                  | z Mitchellem Ayresem i jego orkiestrą |
| 1949        | „I Don’t See Me In Your Eyes Anymore” –                          | —                  | —                  | —                  | —                  | 11                 | |
| 1949        | „Bali H’ai” –                                                    | —                  | —                  | —                  | —                  | 5                  | |
| 1949        | „Just One Way To Say I Love You” –                               | —                  | —                  | —                  | —                  | 23                 | |
| 1949        | „Let’s Take An Old-Fashioned Walk” –                             | —                  | —                  | —                  | —                  | 15                 | |
| 1949        | „Give Me Your Hand” –                                            | —                  | —                  | —                  | —                  | 25                 | |
| 1949        | „A Dreamer’s Holiday” –                                          | —                  | —                  | —                  | —                  | 4                  | |
| 1949        | „I Wanna Go Home (With You)” –                                   | —                  | —                  | —                  | —                  | 22                 | |
| 1949        | „The Lords’s Prayer” –                                           | —                  | —                  | —                  | —                  | 28                 | |
| 1949        | „Ave Maria” –                                                    | —                  | —                  | —                  | —                  | 22                 | |
| Lata 50.    |                                                                  |                    |                    |                    |                    |                    | |
| 1950        | „Bibbidi-Bobbidi-Boo (The Magic Song)” –                         | —                  | —                  | —                  | —                  | 17                 | |
| 1950        | „Hoop-Dee-Doo” –                                                 | —                  | —                  | —                  | —                  | 4                  | |
| 1950        | „I Cross My Fingers” –                                           | —                  | —                  | —                  | —                  | 25                 | |
| 1950        | „Patricia” –                                                     | —                  | —                  | —                  | —                  | 7                  | |
| 1950        | „A Bushel and a Peck” –                                          | —                  | —                  | —                  | —                  | 6                  | z Betty Hutton |
| 1950        | „You’re Just in Love” –                                          | —                  | —                  | —                  | —                  | 5                  | |
| 1951        | „If” –                                                           | —                  | —                  | —                  | —                  | 1                  | |
| 1951        | „Zing Zing – Zoom Zoom” –                                        | —                  | —                  | —                  | —                  | 17                 | |
| 1951        | „There’s a Big Blue Cloud (Next to Heaven)” –                    | —                  | —                  | —                  | —                  | 28                 | |
| 1951        | „It’s Beginning to Look a Lot Like Christmas” –                  | 90                 | 70                 | 55                 | 47                 | 12                 | Wejście na listy przebojów w Wielkiej Brytanii tylko w 2007 r., w GER/CHE tylko w 2018 r., w USA tylko w 2019 r. i w AUT tylko w 2022 r. |
| 1952        | „Tulips and Heather” –                                           | —                  | —                  | —                  | —                  | 17                 | z Mitchellem Ayresem i jego orkiestrą |
| 1952        | „Maybe” –                                                        | —                  | —                  | —                  | —                  | 8                  | z Eddiem Fisherem |
| 1952        | „Watermelon Weather” –                                           | —                  | —                  | —                  | —                  | 28                 | |
| 1952        | „Don’t Let the Stars Get in Your Eyes” –                         | —                  | —                  | —                  | 1                  | 1                  | |
| 1953        | „Wild Horses” –                                                  | —                  | —                  | —                  | —                  | 7                  | z orkiestrą i chórem Hugo Winterhaltera                                                                                                  |
| 1953        | „Say You’re Mine Again” –                                        | —                  | —                  | —                  | —                  | 5                  | z The Ramblers |
| 1953        | „No Other Love” –                                                | —                  | —                  | —                  | —                  | 2                  | |
| 1953        | „You Alone (Solo tu)” –                                          | —                  | —                  | —                  | —                  | 10                 | |
| 1953        | „Pa-Paya Mama” –                                                 | —                  | —                  | —                  | —                  | 19                 | |
| 1954        | „Wanted” –                                                       | —                  | —                  | —                  | 4                  | 1                  | |
| 1954        | „Hit and Run Affair” –                                           | —                  | —                  | —                  | —                  | 30                 | |
| 1954        | „Idle Gossip” –                                                  | —                  | —                  | —                  | 3                  | —                  | |
| 1954        | „Papa Loves Mambo” –                                             | —                  | —                  | —                  | 16                 | 4                  | |
| 1954        | „Things I Didn’t Do” –                                           | —                  | —                  | —                  | —                  | 27                 | |
| 1954        | „(There’s No Place Like) Home for the Holidays” –                | —                  | —                  | —                  | —                  | 18                 | |
| 1955        | „Ko Ko Mo (I Love You So)” –                                     | —                  | —                  | —                  | —                  | 4                  | |
| 1955        | „Chee Chee-Oo Chee (Sang the Little Bird)” –                     | —                  | —                  | —                  | —                  | 24                 | z Jaye P. Morgan |
| 1955        | „Tina Marie” –                                                   | —                  | —                  | —                  | 24                 | 6                  | |
| 1955        | „All at One You Love Her” –                                      | —                  | —                  | —                  | —                  | 24                 | |
| 1955        | „Rose Tattoo” –                                                  | —                  | —                  | —                  | —                  | 79                 | |
| 1956        | „Juke Box Baby” –                                                | —                  | —                  | —                  | 22                 | 10                 | |
| 1956        | „Hot Diggity (Dog Ziggity Boom)” –                               | —                  | —                  | —                  | 4                  | 2                  | |
| 1956        | „Glendora” –                                                     | —                  | —                  | —                  | 18                 | 14                 | |
| 1956        | „More” –                                                         | —                  | —                  | —                  | 10                 | 9                  | |
| 1956        | „Dream Along with Me (I’m on My Way to a Star)” –                | —                  | —                  | —                  | —                  | 85                 | |
| 1956        | „Somebody Up There Likes Me” –                                   | —                  | —                  | —                  | —                  | 26                 | |
| 1956        | „Moonlight Love (From Clair de Lune by Debussy)” –               | —                  | —                  | —                  | —                  | 42                 | |
| 1956        | „Chincherinchee” –                                               | —                  | —                  | —                  | —                  | 59                 | |
| 1957        | „Round and Round” –                                              | 8                  | —                  | —                  | —                  | 1                  | |
| 1957        | „Mi casa, su casa (My House Is Your House)” –                    | 9                  | —                  | —                  | —                  | 50                 | |
| 1957        | „Girl with the Golden Braids” –                                  | —                  | —                  | —                  | —                  | 15                 | |
| 1957        | „My Little Baby” –                                               | —                  | —                  | —                  | —                  | 48                 | |
| 1957        | „Dancin’” –                                                      | —                  | —                  | —                  | —                  | 76                 | z Mitchell Ayres Orchestra i Ray Charles Singers                                                                                         |
| 1957        | „Just Born (To Be Your Baby)” –                                  | —                  | —                  | —                  | —                  | 19                 | |
| 1957        | „Ivy Rose” –                                                     | —                  | —                  | —                  | —                  | 32                 | |
| 1958        | „Jingle Bells” –                                                 | —                  | —                  | —                  | —                  | 74                 | |
| 1958        | „Magic Moments” –                                                | —                  | —                  | —                  | 1                  | 27                 | |
| 1958        | „Catch a Falling Star” –                                         | —                  | —                  | —                  | 9                  | 9                  | |
| 1958        | „Kewpie Doll” –                                                  | —                  | —                  | —                  | 9                  | 12                 | |
| 1958        | „I May Never Pass This Way Again” –                              | —                  | —                  | —                  | 15                 | —                  | |
| 1958        | „Moon Talk” –                                                    | —                  | —                  | —                  | 17                 | 29                 | |
| 1958        | „Love Makes the World Go Round” –                                | —                  | —                  | —                  | 6                  | 33                 | |
| 1958        | „Mandolins in the Moonlight” –                                   | 29                 | —                  | —                  | 13                 | 47                 | |
| 1959        | „Tomboy” –                                                       | —                  | —                  | —                  | 10                 | 29                 | |
| 1959        | „I Know” –                                                       | —                  | —                  | —                  | 13                 | 47                 | |
| Lata 60.    |                                                                  |                    |                    |                    |                    |                    | |
| 1960        | „Delaware” –                                                     | —                  | —                  | —                  | 3                  | 22                 | |
| 1960        | „I Know What God Is” –                                           | —                  | —                  | —                  | —                  | 81                 | |
| 1960        | „Make Someone Happy” –                                           | —                  | —                  | —                  | —                  | 80                 | |
| 1961        | „You’re Following Me” –                                          | —                  | —                  | —                  | —                  | 92                 | |
| 1962        | „Caterina” –                                                     | 7                  | —                  | —                  | 37                 | 23                 | |
| 1963        | „(I Love You) Don’t You Forget It” –                             | 17                 | —                  | —                  | —                  | 39                 | |
| 1965        | „Dream On Little Dreamer” The Scene Changes                      | —                  | —                  | —                  | —                  | 25                 | |
| 1965        | „Oowee, Oowee” –                                                 | —                  | —                  | —                  | —                  | 88                 | |
| 1967        | „Stop! And Think It Over” –                                      | —                  | —                  | —                  | —                  | 92                 | |
| 1968        | „The Father of Girls” Look to Your Heart                         | —                  | —                  | —                  | —                  | 92                 | |
| 1969        | „Seattle” Seattle                                                | —                  | —                  | —                  | —                  | 38                 | |
| Lata 70.    |                                                                  |                    |                    |                    |                    |                    | |
| 1970        | „It’s Impossible” It’s Impossible                                | —                  | —                  | —                  | 4                  | 10                 | |
| 1971        | „I Think of You” I Think of You                                  | —                  | —                  | —                  | 14                 | 53                 | |
| 1973        | „And I Love You So” And I Love You So                            | —                  | —                  | —                  | 3                  | 29                 | |
| 1973        | „For the Good Times” And I Love You So                           | —                  | —                  | —                  | 7                  | —                  | |
| 1973        | „Walk Right Back” –                                              | —                  | —                  | —                  | 33                 | —                  | |
| 1974        | „I Want to Give” And I Love You So                               | —                  | —                  | —                  | 31                 | —                  | |
| 1974        | „Christmas Dream” The Odessa File O.S.T.                         | —                  | —                  | —                  | —                  | 92                 | |
| Lata 80.    |                                                                  |                    |                    |                    |                    |                    | |
| 1986        | „The Best of Times” Today                                        | —                  | —                  | —                  | 82                 | —                  | |

## Albumy

### Albumy studyjne

#### Albumy 78 obr./min – RCA Victor 10’’
- 1946: Perry Como Sings Merry Christmas Music
- 1949: A Sentimental Date with Perry
- 1952: TV Favorites

#### Albumy LP – RCA Victor 10”
- 1951: Perry Como Sings Merry Christmas Music (ponowne wydanie)
- 1953: Hits from Broadway Shows
- 1953: Around the Christmas Tree
- 1953: I Believe – Songs of All Faiths Sung by Perry Como

#### Albumy LP – RCA Victor 12”
- 1955: So Smooth
- 1956: I Believe (ponowne wydanie)
- 1956: Perry Como Sings Hits from Broadway Shows (ponowne wydanie)
- 1956: A Sentimental Date with Perry Como (ponowne wydanie)
- 1956: Perry Como Sings Merry Christmas Music (ponowne wydanie)
- 1957: We Get Letters
- 1958: Saturday Night with Mr. C
- 1958: When You Come to the End of the Day
- 1959: Como Swings
- 1959: Seasons Greetings from Perry Como
- 1961: For the Young at Heart
- 1961: Sing to Me, Mr. C
- 1962: By Request
- 1962: The Best of Irving Berlin’s Songs From Mr. President
- 1963: The Songs I Love
- 1965: The Scene Changes
- 1966: Lightly Latin
- 1966: Perry Como in Italy
- 1968: The Perry Como Christmas Album
- 1968: Look to Your Heart
- 1969: Seattle
- 1970: It’s Impossible
- 1971: I Think of You
- 1973: And I Love You So
- 1974: Perry
- 1975: Just Out of Reach
- 1977: The Best of British
- 1978: Where You’re Concerned
- 1980: Perry Como
- 1983: So It Goes / Goodbye for Now
- 1987: Today

### Albumy koncertowe
- 1970: Perry Como in Person at the International Hotel, Las Vegas
- 1981: Perry Como Live on Tour

### Albumy kompilacyjne

#### Albumy 78 obr./min – RCA Victor 10’’
- 1946: Perry Como - His Latest and Greatest
- 1949: Supper Club Favorites

#### Albumy LP – RCA Camden 12”
- 1957: Dream Along With Me
- 1958: Perry Como Sings Just For You
- 1959: Perry Como’s Wednesday Night Music Hall
- 1960: Dreamer’s Holiday
- 1961: Perry Como Sings Merry Christmas Music
- 1962: Make Someone Happy
- 1963: An Evening With Perry Como
- 1964: Love Makes The World Go 'Round
- 1965: Somebody Loves Me
- 1966: No Other Love
- 1967: Hello Young Lovers
- 1968: You Are Never Far Away
- 1969: The Lord’s Prayer
- 1970: Easy Listening
- 1971: Door Of Dreams
- 1972: The Shadow Of Your Smile
- 1973: Dream On Little Dreamer
- 1974: The Sweetest Sounds

#### Inne kompilacje
- 1953: Perry Como Sings
- 1954: Como's Golden Records
- 1956: Relaxing with Perry Como
- 1963: Perry at His Best
- 1970: This is Perry Como
- 1972: This is Perry Como Vol. 2
- 1974: 20 Golden Hits
- 1975: The First Thirty Years
- 1975: Perry Como – Superstar
- 1975: Perry Como ~ Napoleon NLP-11090
- 1975: Pure Gold
- 1976: This Is Perry Como ~ For The US Army Reserve
- 1976: Perry Como: A Legendary Performer
- 1979: 1940-41 Broadcast Recordings (Ted Weems & His Orchestra Featuring Perry Como And Elmo Tanner)
- 1981: Young Perry Como
- 1982: Collector’s Items
- 1982: I Wish It Could Be Christmas Forever
- 1983: Christmas With Perry Como
- 1984: The Young Perry Como With Ted Weems & His Orchestra (1936–1941)
- 1984: Perry Como ~ Book Of The Month Club Box Set
- 1984: Crosby & Como ~ A Limited Collector’s Edition
- 1986: The Best Of Times
- 1987: It’s Impossible
- 1988: Jukebox Baby
- 1988: All Time Greatest Hits
- 1990: Take It Easy
- 1993: Yesterday & Today: A Celebration In Song
- 1995: World Of Dreams ~ A Collection Of Rarities & Collectors Items
- 1995: The Perry Como Shows: 1943 ~ Volume 1
- 1995: The Perry Como Shows: 1943 ~ Volume 2
- 1995: The Perry Como Shows: 1943 ~ Volume 3
- 1997: Perry Como: V-Disc Armed Forces Program ~ A Musical Contribution By America’s Best For Our Armed Forces Overseas
- 1998: The Long Lost Hits Of Perry Como
- 1998: Perry-Go-Round
- 1998: The Christmas Album
- 1999: The Essential 60's Singles Collection
- 1999: Greatest Hits
- 1999: I Want To Thank You Folks
- 1999: Class Will Tell ~ Perry Como With Ted Weems & His Orchestra
- 1999: The Definitive Collection
- 1999: Greatest Christmas Songs
- 2000: Greatest Gospel Songs
- 2000: The Very Best Of Perry Como (BMG)
- 2001: Perry Como Sings Songs Of Faith & Inspiration (2 CD)
- 2001: A Perry Como Christmas
- 2001: RCA: 100 Years Of Music ~ Perry Como With The Fontane Sisters
- 2001: Perry Como Gold – Greatest Hits

### Inne zestawy piosenek wydane po śmierci artysty
- 2002: Legends
- 2002: Perry Como – I Miti Musica
- 2003: Perry Como – Love Songs
- 2003: The Essential Perry Como
- 2003: Platinum & Gold Collection
- 2004: The Very Best of Perry Como
- 2006: Juke Box Baby
- 2006: One More Time ~ Perry Como & The Fontane Sisters
- 2008: The Best of Perry Como
- 2009: Christmas with Perry Como
- 2009: The Very Best of Perry Como
- 2010: The Essential Perry Como
- 2010: Very Best of, Vol. 1
- 2011: Very Best of, Vol. 2
- 2013: Perry Como – The Complete RCA Christmas Collection
- 2013: Perry Como Sings Merry Christmas Music (Original Remaster)
- 2014: The Classic Christmas Album
- 2019: Christmas Collection
- 2020: It's Beginning to Look a Lot Like Christmas
- 2021: Catch a Falling Star (Remastered)
- 2021: My Funny Valentine (Remastered)
- 2022: Magic Moments (Remastered)
- 2022: Papa Loves Mambo (Remastered)
- 2022: This Is Perry Como
- 2024: Until Today